# Проноя
Проноя (др.-греч. Προνόη) — имя ряда персонажей греческих мифов:
- дочь Форба, жена Этола. Её сыновьями были Плеврон и Калидон[1][2];
- одна из нереид[3][4];
- дочь Мелампода и Ифианиры[5][6];
- нимфа, мать троянца Лассуса, убитого Подалирием во время Троянской войны[7][8];
- наяда в Ликии, ставшая женой Кавна после гибели Библиды и родившая от него сына Эгиала[9][10];
- дочь речного бога Асопа, родившая от Посейдона сына по имени Фок[11][12].